# Рауш фон Траубенберг, Константин Константинович
Константин Константинович Ра́уш фон Траубенбе́рг (2(14) апреля 1871, Воронеж – 10 июня 1935, Париж) - русский и французский скульптор.

## Биография
Из аристократического рода, возведенного в баронский ранг в 1462 г. императором Фридрихом III. В начале XVII в. Рауши переселились из Штирии в Данию, а оттуда в Эстляндию. Сын остзейского барона полковника Константина Александровича (Константина Поля Эдуарда) Рауша фон Траубенберга (1847, Новгород – 1898, Берлин) и Елизаветы Карловны (1848, Киев – 1906, Курск), дочери генерала Карла-Викентия Монтрезора и богатой курской помещицы Надежды Федоровны Полторацкой, двоюродной сестры Анны Керн. В отдаленном родстве с Ганнибалами, с чем связан его смуглый цвет кожи.
Окончил Воронежский Михайловский кадетский корпус (1891), посещал занятия в Воронежской бесплатной рисовальной школе. Учился в Пажеском корпусе в Санкт-Петербурге, затем на агрономическом отделении Рижского политехнического института. Член студенческой корпорации Fraternitas Arctica. В 1898–1899 гг. учился в Мюнхене в частной художественной школе Антона Ажбе; позднее брал платные уроки у И.Э. Грабаря, А. Хильдебрандта. Путешествовал в Париж и по Италии, был вольнослушателем Флорентийской Академии художеств, где учился у скульптора А. Ривалты, живописцев Э. Белланди и Ф. Андреотти. Вернувшись в Санкт-Петербург, участвовал в организации художественно-выставочных проектов, деля время между столицей и дачей на Тонком мысу близ Геленджика. 
25 апреля 1905 г. женился в Геленджике на Наталье Владимировне Чулковой (1884–1953). Брак был заключен с нарушением церковных правил: жених и невеста были в свойстве, скрыв это от священника; мужем сестры Константина Рауша Елизаветы (1872-1921) был Всеволод Владимирович Чулков. Это повлекло за собой судебное разбирательство и заставило чету уехать из России в Париж, где они в 1906–1908 гг. жили на Монпарнасе (rue Falguière, 9). Брал художественные консультации у П.П. Трубецкого и О. Родена, переписывался с Н. Рерихом. В 1908 г. вернулся в Санкт-Петербург, на Офицерской ул., 60 и Английском пр., 3 устраивал приемы с участием сливок общества и художников. В 1913 г. был произведен в камер-юнкеры двора.
Летом 1918 г. бежал на свою дачу в Геленджике. Покинув Геленджик на последнем транспорте "Виолетта" в 1920 г., через Сербию перебрался в Париж (на rue Raffet, 8; мастерская – boulevard Lannes, 8). Делил время между Парижем и Биариццем. Был одним из основателей Русского музыкального фонда и Русского общества истории искусства (создано с целью объединения русских научных и художественных сил во Франции). По-дилетантски увлекался философией, с 1932 г. член научно-философского общества в Париже. 
Похоронен на кладбище Тиэ (Thiais) в Париже. А. Бенуа - Г. Недошивину, 1957: "Относительно смерти барона Рауша ничего не удалось узнать. Известно, что он умер и только. Еще не так давно (года два-три) знакомые люди случайно встречали его вдову, но с тех пор и она как-то канула в суете парижской жизни"

## Семья
Двоюродный брат генерала П. Н. Врангеля и искусствоведа Н. Н. Врангеля.

## Творчество
Начал с миниатюрных портретов и фигур из гипса и бронзы. В Париже участвовал в Осеннем салоне (1907 г.), в Выставке современного русского искусства, организованной М.К. Тенишевой на rue Caumartin (1907/1908 гг.), а также в 1-й выставке Ассоциации художников в Альберт-Холле в Лондоне (1908 г.). Критика положительно отмечала фигуру «Илья Муромец»; о ней есть положительный отзыв О. Родена. 
В 1909 г. создал в Санкт-Петербурге декоративную скульптуру Птица Феникс с двухметровыми крыльями и скульптуры фасадов на сюжеты русских народных сказок  для «Дома-сказки» по заказу строительного подрядчика Петра Ивановича Кольцова, построенного архитектором А. А. Бернардацци  на Английском пр., 21/23 в подражание дому Перцовой в Москве (здание сгорело в 1942 г.). 
С 1908 г. исполнял работы для Императорского фарфорового завода, повысив ремесленный уровень заводского искусства. Получил известность как автор серии фарфоровых статуэток «История русской гвардии», изображающих конных офицеров гвардейских полков XVIII–XIX веков (1909–1912 гг.). В 1910 г. был командирован для изучения производства на Королевскую фарфоровую мануфактуру в Берлине и фарфоровый завод в Мейсене. В 1910-е гг. исполнил портретные фигуры «Граф Ф.Ф. Юсупов-Эльстон Старший», «Княгиня П.И. Щербатова», «Барон Н.Н. Врангель», «Князь С.М. Волконский», «Е.И. фон Крузе», «В.И. Вейнер», «М.В. Пастухова», «М.Э. Маковская (Рындина)», «А.А. Чаплина»,  «Всадница Ф.М. Риперти» и др. Впервые использовал «исторический» подход в трактовке фарфоровых скульптур.  Создал серию статуэток «Охота Елизаветы Петровны» (1915 г.). Искусный анималист.  Изготовил для Императорского фарфорового завода настольное украшение («сюрту де табль») «Императрица Анна Иоанновна на псовой охоте»: воскресил сцену безружейной, парфорсной охоты, передав монолитность всадницы и андалузского коня, исполняющего положение левады (фигура старинной школы верховой езды, при которой лошадь отрывает от земли переднюю часть тела и несколько секунд стоит на сильно согнутых задних конечностях, причём ее корпус образует с поверхностью земли угол около 30°). Работал по эскизам А. К. Тимуса, создал фарфоровые версии анималистических статуэток Н. И. Либериха. Занимался декоративной резьбой по камню, работал с золотом и серебром. Сотрудничал с фирмой Фаберже. 
В 1914 г. принял участие в декоративном оформлении Феодоровского Государева собора в Царском Селе. 
Участвовал в Салоне С. К. Маковского (1909), выставках Союза русских художников (СПб., 1909 г.), общества «Мир искусства» (СПб., М., 1910/1911 гг.; 1913 г.; Пг., 1917 г.), выставках Художественного бюро Н. Е. Добычиной (с 1913 г.), в том числе в Аукционе художественных произведений на пособие раненым нижним чинам Лазарета деятелей искусств (1915 г.), выставке произведений искусства в пользу инвалидов-поляков (Пг., 1916 г.) и др.  1919 г. участвовал в выставке «Лотос» в Ростове-на-Дону. Работы воспроизводились в журналах «Нива», «Огонек», «Столица и усадьба», Солнце России» и др. 
В эмиграции входил в парижскую группу «Мир искусства». Участвовал в выставках русских художников в галереях Devambez (1921 г.) и d’Alignan (1931 г.), выставлялся в Осеннем салоне (1922 г.). В числе работ периода эмиграции – бронзовые портретные статуэтки барона Г. Тиссен-Борнемиса, княгини Марты Бибеску, американского бизнесмена С. Парка,  короля Александра, статуэтки «Тореадор», «Лихой казак» и др. В последние годы жизни имел успех в Париже с женскими портретами-статуэтками.
Работы в музее Санкт-Петербургского государственного фарфорового завода, в Русском музее, Третьяковской галерее, Эрмитаже (музей фарфора), Люксембургском музее, частных собраниях. 

## Отзывы и художественные воплощения
```
Он был типичный дилетант, прожигатель жизни, но человек не без способностей. Циник от природы, развивший это свойство до невероятных пределов своеобразной философией эгоизма, он сначала рисовал, потом стал лепить. <...> Впоследствии Траубенберг жуировал в петербургских светских кругах, остепенился, женился и работал небольшие статуэтки, имевшие на выставках успех. (И. Грабарь. Моя жизнь)
```

```
Юмор Коки Рауша охотно принимал чуть „дьяволический“ оттенок, несмотря на то, что это был добрейший и необычайно благожелательный человек. Впечатлению инфернальности способствовала и его физиономия, тоже явно африканская, темный цвет кожи, покрытый „породистыми“ бородавками, и его жутко-язвительная усмешка, напоминавшая те маскароны фавнов и сатиров, которыми в старину любили скульпторы украшать архитектурные и мебельные детали. Хмыканье, издававшееся Раушем, придавало особую значительность его остротам. От такого хмыканья античные нимфы и дриады должны были со всех ног удирать и прятаться в чаще. <...> Мое же отношение к Раушу как к художнику было не совсем таким, каким хотелось бы, чтоб оно было и ему, и мне. Иначе говоря – при всей моей симпатии к нему лично, я не мог „совершенно всерьез“ принимать его творчество, в котором меня всегда огорчала сильная доля дилетантизма. (А. Бенуа. Мои воспоминания).
```

```
Искусство барона К.К. Рауш фон Траубенберга (1871-1935) нельзя назвать выдающимся явлением в художественной жизни дореволюционной России, однако оно обладает характерной особенностью и тем самым представляет несомненный интерес. <...> его вклад в общее развитие европейской культуры, особенно декоративно-прикладного искусства в период эмиграции, представляется весьма значительным. (Е. Хмельницкая)
[
7
]
.
```

Портрет Рауша исполнил П.П. Кончаловский (1911, Вятский художественный музей им. В.М. и А.В. Васнецовых). Раушу посвящены стихи Арины Петропавловской.